# Dolf Scheeffer
Dolf Scheeffer (Deventer, 29 november 1907 – 26 oktober 1966) was een Nederlands voetballer. Hij kwam uit voor Utile Dulci (later Koninklijke UD geheten), en het Nederlands elftal.
In het seizoen 1926/1927 speelde de Deventer eliteclub Utile Dulci in de middenmoot van de tweede klasse. UD was geen grote club, maar toch mocht zomaar Dolf Scheeffer als linksbinnen aan het Nederlands elftal leveren. Dat werd zelfs in het weekblad De Corinthian – bij uitstek de spreekbuis van de eliteclubs – als een enigszins vreemde beslissing beschouwd. Een week voor zijn Oranjedebuut in Antwerpen, oefende het voorlopig Nederlands elftal tegen Ajax. De Corinthian schreef toen al: "Wat te zeggen van Scheeffer, onze nieuwbakken oranjeman? Hij is veel te weinig bewegelijk, te langzaam in zijn handelingen en hem ontbreekt de snelle, verrassende start om een throughpass te benutten. Achter zijn schoten zit wel vaart [...] maar hij geeft het veel te vlug op. Maar komaan, laten we niet somber zijn. Play up Scheeffer zondag a.s. We zullen geen te grote verwachtingen van je koesteren, maar laat de Belgische vuurdoop je althans inspireren om alles te geven wat er in je zit". Er bleek te weinig in Adolf Stanislaus Scheeffer te zitten. Oranje stelde op 13 maart 1927 weinig voor. Het verloor in het stadion van Antwerp FC (De Bosuil) de vriendschappelijke interland tegen de Belgen met 2-0 en Scheeffer bood allerminst de oplossing voor het linksbinnenvraagstuk.